# Хала спортова СЦ Крушевац
Хала спортова Спортског центра Крушевац је вишенаменска спортска дворана у Крушевцу, Србија. Капацитет дворане је 2.350 седећих места.
Хала спортова је домаћи терен многим спортским клубовима, међу којима су КК Напредак и ОРК Напредак. Такође се користи и за одржавање културних и музичких догађаја.